# Хан, Гюль
Гюль[уточнить] Хан (англ. Gul Khan) — индийский телережиссёр

, телепродюсер и сценаристка телесериалов.
На её счету такие сериалы, как «Как назвать эту любовь?», «Согласие», «Спутники жизни», «Наша незавершённая история», «Музыка, которая никому не известна», «Когда мы встретились».
Родом из города Джабалпур в штате Мадхья-Прадеш. Мусульманка по вероисповеданию, замужем за продюсером-индуистом Горьки М (Gorky M).
Одной из наиболее известных её работ является телесериал «Согласие» (2012—2016), где она выступила не только как продюсер, но и как сценарист и режиссёр. Изначально права на показ сериала не хотел покупать ни один канал, опасаясь, что сюжет о семье мусульман не найдёт отклика в стране с преобладанием индуистского населения и постоянными трениями между представителями разных религий. В итоге сериал всё же был приобретён каналом Zee TV, и стал на нём самым популярным шоу, которое согласно рейтингам смотрело почти всё население страны.
Другой популярной мыльной оперой, производством которой она занималась, стала «Как назвать эту любовь?», которая была переснята на нескольких индийских языках. В 2017 году Хан подтвердила, что занимается производством третьего сезона этого сериала, но уже с новыми героями и сюжетом.